# Washington Irving Memorial Park and Arboretum

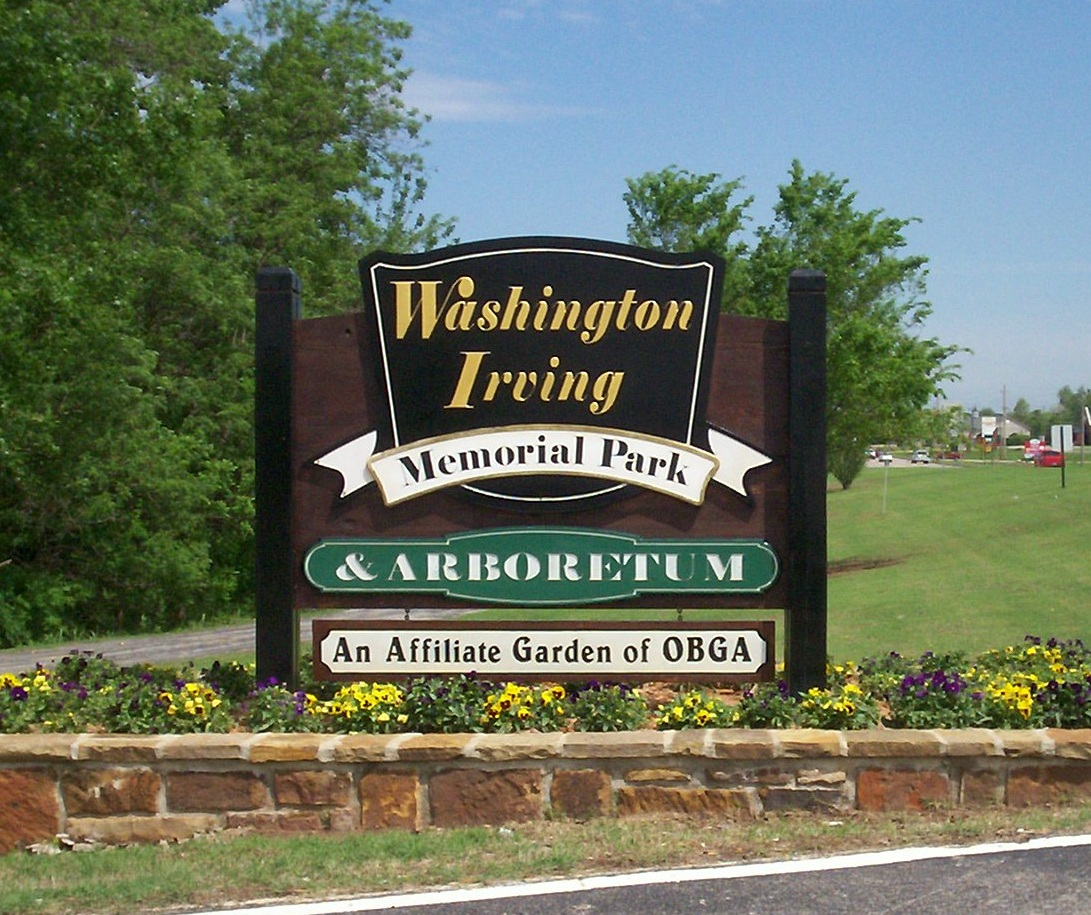
Cartel de bienvenida al Washington Irving Memorial Park and Arboretum.

El Parque en Honor de Washington Irving y Arboreto ( en inglés : Washington Irving Memorial Park and Arboretum), es un arboreto y jardines de paisaje públicos de 32.5 acres de extensión, ubicado en Bixby (Oklahoma), EE. UU.

## Localización
Se ubica justo al norte del puente sobre el río Arkansas.
Washington Irving Memorial Park and Arboretum, 13700 S. Memorial Drive, Bixby, Tulsa County Oklahoma, Estados Unidos-Estados Unidos.35°57′39″N 95°52′42″O / 35.96083, -95.87833

## Historia
El parque está nombrado en honor del escritor estadounidense Washington Irving, quién hizo un recorrido por la zona en octubre de 1832 como componente de una expedición federal por el "American West" liderada por el juez Henry L. Ellsworth de Connecticut. La expedición consistió en una vuelta circular de 350 millas (560 km) por la parte central de Oklahoma que duró 31 días.
Ellsworth llegó a Fort Gibson en Oklahoma el 8 de octubre de 1832, junto con Irving, el naturalista Charles La Trobe, y el noble suizo Albert de Pourtalès. Ellsworth había prometido al trio acompañante que tendrían grandes aventuras en lo que entonces era Indian Territory. Irving había estado ausente de los Estados Unidos durante un periodo de 17 años regresando a Nueva York hacía tan solo unos meses. Desde su vuelta estuvo muy interesado en los esfuerzos de expansión de su país en los territorios del Oeste. La experiencia de Irving en Oklahoma incluyó una exploración para ver las gallinas de la pradera, caza de lobos, e intercambio comercial con miembros de la nación Osage. También conoció a Sam Houston, a quién Irving describió como un "well formed fresh looking man" (Un lozano y bien formado hombre).
Irving escribió sobre sus experiencias en el libro Tour of the Prairies, publicado en 1835. El North American Review denominó al libro "a sort of sentimental journey" (Una especie de viaje sentimental). El libro fue un éxito popular, y el primer libro del autor escrito y publicado inicialmente en los Estados Unidos desde A History of New York en 1809.

## Colecciones
El arboreto alberga :
- Senda de paseo arbolada
- The Laci Dawn Griffin Hill butterfly garden (Jardín de las Mariposas Laci Dawn Griffin Hill),
- Homenaje a los niños caídos en el ataque con bomba al "Edificio Federal Alfred P. Murrah" el 11 de septiembre del 2001.
- Estatua de Irving sentado en el escenario de un anfiteatro diseñado según el modelo de la fachada de su casa de Sunnyside en Tarrytown (Nueva York).